# 1417 Walinskia
1417 Walinskia è un asteroide della fascia principale. Scoperto nel 1937, presenta un'orbita caratterizzata da un semiasse maggiore pari a 2,9705440 au e da un'eccentricità di 0,0785823, inclinata di 8,27117° rispetto all'eclittica.
L'eponimo dell'asteroide non è precisamente noto, si sa unicamente che è ispirato ad un conoscente di un astronomo dell'ARI dell'Università di Heidelberg.